# Лабзунов, Пётр Павлович

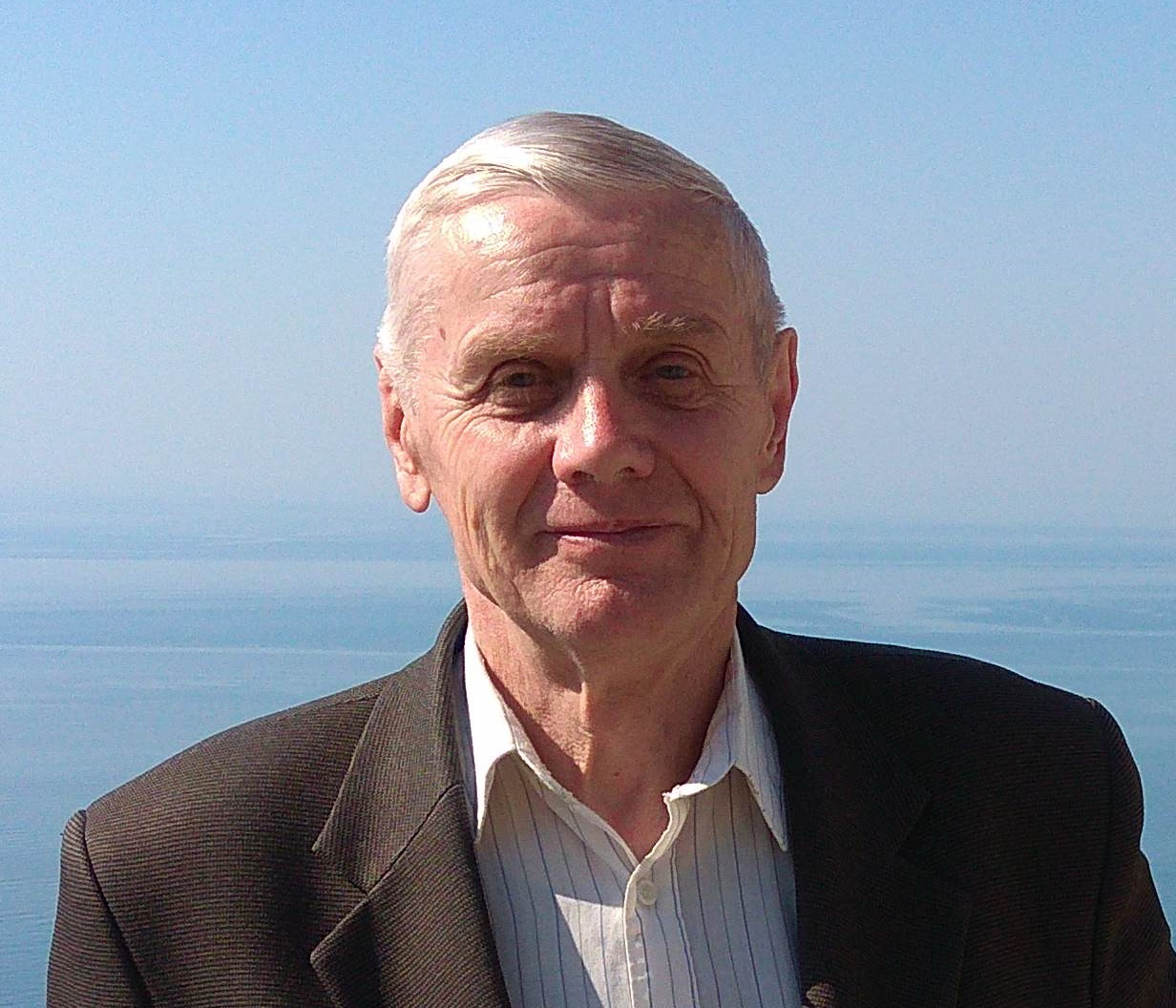
Лабзунов Петр Павлович

Лабзунов Петр Павлович (род. 1941) — российский экономист, доктор экономических наук, координатор научной «Школы управляемой экономики».

## Биография
Родился в 1941 г. в Московской области, где и окончил среднюю школу (1958 г).
В 1970 г. окончил Московский институт народного хозяйства им. Г. В. Плеханова по специальности «планирование народного хозяйства», квалификация «экономист».
Ученая степень кандидата экономических наук присуждена диссертационным Советом Московского Института управления им С. Орджоникидзе и утверждена Высшей аттестационной Комиссией в 1990 г.
Ученая степень доктора экономических наук присуждена Высшей аттестационной Комиссией в 2007 г.
С 1958 г. трудился разнорабочим на предприятиях Московской обл. и Москвы; в 1962—1967 гг. работал наладчиком на заводе в Москве; в 1968—1972 гг. старшим экономистом на оптовой базе и в производственном комбинате в Москве. С 1972 г. работал в научных организациях Москвы: в 1972—1993 гг. в НИЦБытхиме старшим экономистом, старшим научным сотрудником, зав. сектором, зав. лабораторией себестоимости и цен, в 1993—2005 гг. в НИИТЭХИМе зав. отделом ценообразования, финансов и менеджмента, в 2006—2015 гг. в Институте микроэкономики зав. лабораторией экономики нефтяной, газовой и нефтехимической промышленности. С 01.09.2007 г. преподавал на условиях совместительства в МИТХТ в должности доцента, с 2012 г. в должности профессора, с 13.03.2015 г. по 30.08.2018 г. в МТУ-МИРЭА (основное место работы) в должности профессора.

## Научная деятельность
Автор более 100 опубликованных научных работ. Получили известность 3 монографии (без соавторов): «Управление затратами на промышленных предприятиях России» (М., Экономика, 2005 г.), «Управление ценами и затратами в современной экономике» (М., Книжный мир, 2013 г.), «Основы управления экономикой» (М., Родина, 2019 г.); научный редактор и ведущий автор сборника научных трудов Школы управляемой экономики — «России нужна другая модель развития» (М., «URSS», 2014 г.) . Важнейшие статьи: «Экономические проблемы России и пути их решения», журнал «Инвестиции в России» (№ 5 и 12 за 2018 г., № 2 и 3 за 2019 г.); «О многофакторной концепции цены», (журнал «Экономист», 2011 г., № 10), «Светлое рыночное будущее отменяется», «Из тупика» (газета «Советская Россия», 4 и 6 февраля 2014 г.). В последние 4 года выполнил 7 научных докладов, в том числе на Московском экономическом форуме (2015, 2016, 2018 гг.), Институте экономики РАН (2017 г.), ЦЭМИ РАН (2017 г.), Институте Дальнего Востока РАН (2017 г.), Московском государственном университете им. М. В. Ломоносова (2017 г.). Автор более 80 научных статей в журналах «Инвестиции в России», «Экономист», «Экономика и предпринимательство», «Микроэкономика», «Проблемы теории и практики управления», «Промышленная политика в Российской Федерации», «Нефть России», «Нефтепереработка и нефтехимия», «Вестник ФЭК России», «Химическая промышленность сегодня», «The chemical journal» и других.
Член Ученого Совета ОАО «Институт микроэкономики», редакционной коллегии журнала ВАК РФ «Микроэкономика», координатор научной «Школы управляемой экономики», эксперт Московского экономического форума, Российского союза химиков.

## Основные публикации
1. Основы управления экономикой. — М:. Родина, 2019. — 320 с.
2. Управление ценами и затратами в современной экономике. — М.: Книжный мир, 2013. — 288с.
3. Управление затратами на промышленных предприятиях России. — М.: Экономика, 2005. — 224 с.
4. России нужна другая модель развития (сборник научных трудов Школы управляемой экономики, научный редактор и ведущий автор). — М.: «URSS», 2014. — 144 с.
5. Совершенствование механизма управления экономикой России. //«Микроэкономика», № 3, 2014 г., с. 117—120.
6. Выход из экономического кризиса — модель управляемой экономики.//Инвестиции в России, № 3, 2017, с. 12-17.
7. Экономические проблемы России и пути их решения: часть1. //Инвестиции в России, 2018 г., № 5. — С.3-11; часть 2. Инвестиции в России, 2018 г., № 12. — С.22-23; часть 3.1. Инвестиции в России, 2019 г., № 2. — С.3-7; часть 3.2. Инвестиции в России, 2019 г., № 3. — С.19-24.
8. Организация управления затратами в условиях рыночной экономики России.//Экономист, № 9, М.: 2002 г.
9. О многофакторной концепции цены.//Экономист, № 10, 2011 г., с. 44-51.
10. О необходимости управления экономикой. //Экономист, № 5, 2014 г.
11. Принципы управления современной экономикой.//Экономика и предпринимательство. № 12, ч. 2, 2015 г.
12. Конкуренция и сотрудничество как методы производственного менеджмента. Тезисы докладов Российского конгресса «Химическая промышленность на рубеже веков: итоги и перспективы». М.: ОАО «НИИТЭХИМ», 1999 г.
13. Теоретические и практические проблемы организации системы контроллинга на предприятиях промышленности России.//Проблемы теории и практики управления, № 6, М.: 2003.
14. Пути повышения эффективности управления затратами на предприятиях химической и нефтехимической промышленности России.//Нефтепереработка и нефтехимия, № 1, М: 2004 г.
15. Классификация современных методов управления затратами на промышленных предприятиях.//Промышленная политика в Российской Федерации, № 4 (82), М.: 2006 г.
16. Состояние и перспективы нефтедобычи в России.//Микроэкономика. — М.: 2007, № 6.
17. Дешёвой нефти не будет.//Нефть России, № 2, 2009 г.
18. В прошлое возврата нет.//Нефть России, № 1, 2011 г., с. 15-18.